# Maquinari de xarxa

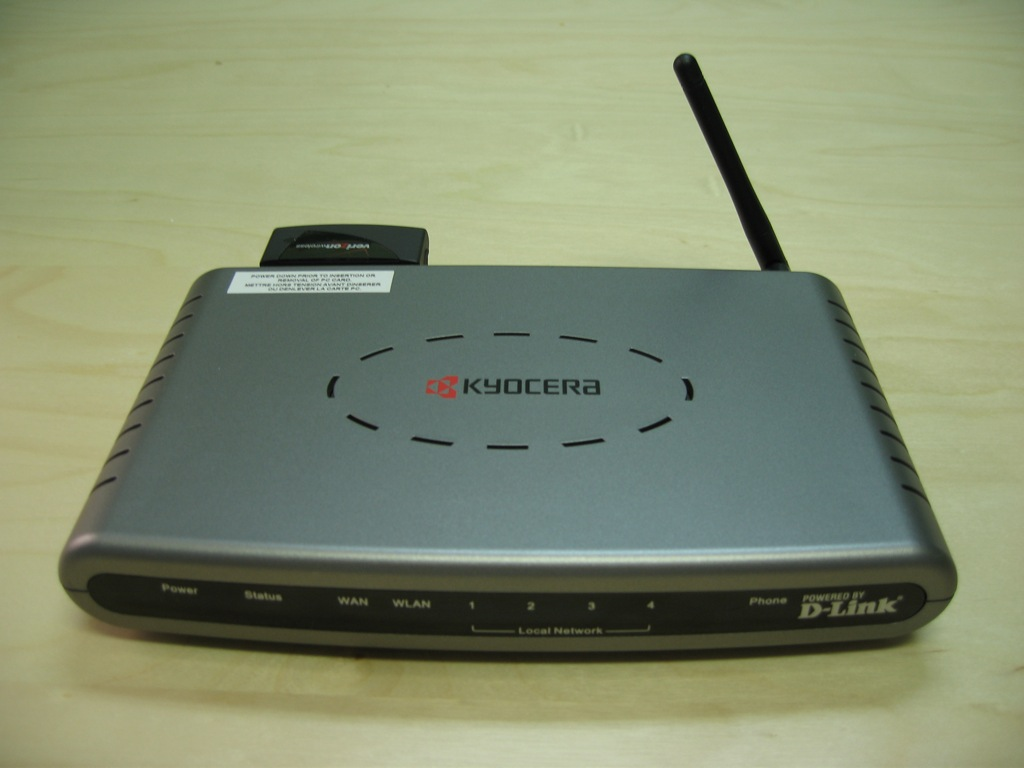
Router Kyocera.

Maquinari de xarxa és aquell que normalment es refereix als equips que faciliten l'ús d'una xarxa informàtica. Típicament, això inclou routers, switches, hubs, gateways, punts d'accés, targetes d'interfície de xarxa, cables de xarxes, ponts de xarxa, mòdems, adaptadors RDSI, firewalls i altres dispositius maquinari relacionats.
El tipus més comú de maquinari de xarxa avui dia són els adaptadors Ethernet, ajudats en gran manera per la seva inclusió de sèrie en la majoria dels sistemes informàtics moderns. Tanmateix, la xarxa sense fil s'ha fet cada vegada més popular, especialment per als dispositius portàtils i de mà.
Altres materials que prevalen en xarxes de computadores són els equips de centres de dades (tals com a servidors d'arxius, servidors de base de dades i les àrees d'emmagatzematge), serveis de xarxa (tals com DNS, DHCP, correu electrònic, etc), així com altres dispositius de xarxa específics, com el lliurament de contingut.
Altres dispositius diversos que poden ser considerats maquinari de xarxa inclouen telèfons mòbils, PDAs i fins i tot cafeteres modernes. Mentre que la tecnologia creix i xarxes basades en IP estan integrades en la infraestructura de construcció i en electrodomèstics, el maquinari de xarxa a esdevingut una expressió ambigua degut al nombre creixent de terminals amb capacitat de xarxa.